# Акжал (Єнбекшиказахський район)
Акжа́л (каз. Ақжал) — село у складі Єнбекшиказахського району Алматинської області Казахстану. Входить до складу Кирбалтабайського сільського округу.
Населення — 249 осіб (2021; 416 у 2009, 313 у 1999, 367 у 1989).